# Figlie di Maria, Madre della Misericordia
Le Figlie di Maria, Madre della Misericordia (in inglese Daughters of Mary, Mother of Mercy) sono un istituto religioso femminile di diritto pontificio: le suore di questa congregazione pospongono al loro nome la sigla D.M.M.M.

## Storia
La congregazione fu fondata in Nigeria dal vescovo spiritano di Umuahia, Anthony Gogo Nwedo.
Il 22 luglio 1960 la Santa Sede concesse il nulla osta all'erezione canonica dell'istituto, che si ebbe 17 gennaio 1962. La formazione delle prime religiose indigene fu affidata alle religiose irlandesi della congregazione delle suore missionarie di Nostra Signora del Santo Rosario.
Il testo delle costituzioni, dopo un esame dalla congregazione de Propaganda Fide, fu approvato dal vescovo Nwedo il 25 marzo 1966.

## Attività e diffusione
Le religiose si dedicano e all'assistenza a poveri e bisognosi e prestano servizio in scuole, orfanotrofi, ricoveri e ospedali.
Le suore sono presenti in vari stati d'Africa, delle Americhe, d'Asia e d'Europa; la sede generalizia è a Umuahia.
Alla fine del 2011 la congregazione contava 1.094 religiose in 212 case.